# أليكساندر فيلر
أليكساندر فيلر (بالإيطالية: Alexandre Feller)‏ هو لاعب كرة الصالات ‏ ولاعب كرة قدم إيطالي وبرازيلي في مركز حراسة المرمى، ولد في 28 سبتمبر 1971 في Nova Trento ‏ في البرازيل. لعب مع Marca Futsal ‏.